# Jack Straw

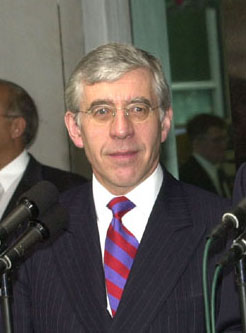
Jack Straw, vor 2006

John Whitaker „Jack“ Straw (* 3. August 1946 in Buckhurst Hill, Essex) ist ein britischer Politiker der Labour Party. 
Straw war zwischen 1979 und 2015 Abgeordneter im Unterhaus für den Wahlkreis Blackburn. In der Regierung von Tony Blair war er von 1997 bis 2001 Innenminister, von 2001 bis 2006 Außenminister, von 2006 bis 2007 Leader of the House of Commons sowie gleichzeitig Lordsiegelbewahrer (Lord Privy Seal), eine eher repräsentative Position mit Kabinettsrang. Von Juni 2007 bis Mai 2010 war er Lordkanzler und Justizminister in der Regierung von Gordon Brown.

## Leben
John Whitaker Straw wurde 1946 in Essex geboren, wo er mit seiner alleinerziehenden Mutter in einer Sozialwohnung lebte. Nach seinem Abschluss an einer Privatschule in Brentwood, die er dank eines Stipendiums besuchen konnte, studierte er an der Universität von Leeds Jura. Bereits während seiner Schulzeit hatte er den Spitznamen Jack bekommen, unter dem er später bekannt wurde. Mit der Wahl zum Präsidenten der dortigen Studentenvereinigung begann seine politische Karriere. Bereits im folgenden Jahr wurde er Präsident der nationalen Studentenvereinigung. Er galt in dieser Zeit als linksradikal und fiel der Ministerin für Gesundheit und soziale Sicherheit Barbara Castle auf, die ihn 1974 als Berater engagierte.
1977 sprach er sich gegen eine Koalition der Labour Party mit den Liberaldemokraten aus und gab daraufhin seine Beratertätigkeit auf. Bereits zwei Jahre später kandidierte er jedoch erfolgreich als Nachfolger von Barbara Castle für das Unterhaus. Nachdem Labour die Wahl verloren hatte, wurde er Oppositionssprecher für Wirtschaftsangelegenheiten. In den 1980er und 1990er Jahren war er nacheinander Bildungs-, Umwelt- und Innenminister im Labour-Schattenkabinett. In dieser Zeit war er maßgeblich an der Umstrukturierung der Partei beteiligt, die 1997 als New Labour in den Wahlkampf zog.
Nach dem folgenden Wahlsieg der Labour Party wurde er Innenminister unter Tony Blair. In seiner Amtszeit wurden die Anti-Terror-Gesetze verschärft und die Rechte der Polizei gegenüber Verdächtigen gestärkt. Gleichzeitig wurde auch auf seine Initiative hin, die Europäische Menschenrechtskonvention in das britische Recht übernommen und der Kampf gegen Rassismus im Polizeidienst verstärkt.
Nach dem erneuten Wahlsieg der Labour-Partei 2001 wurde er überraschend als Nachfolger von Robin Cook zum Außenminister ernannt, nachdem er eigentlich für das Amt des Verkehrsministers im Gespräch war. Besondere Beachtung fanden seine Bemühungen, Libyen gegenüber dem Westen zu öffnen. Zudem initiierte er die Aufnahme von Verhandlungen mit der Islamischen Republik Iran über deren Atomprogramm, die Großbritannien gemeinsam mit Deutschland und Frankreich führt. Nach dem dritten Wahlsieg in Folge, bei der Unterhauswahl am 5. Mai 2005, bekleidete Jack Straw auch weiterhin das Amt des Außenministers. Nach einer herben Niederlage für die Labour bei den britischen Kommunalwahlen am 5. Mai 2006 wurde Straw infolge einer Kabinettsumbildung von Premierminister Tony Blair als Außenminister entlassen und mit dem eher repräsentativen Kabinettsposten des Lordsiegelbewahrers (Lord Privy Seal) sowie dem Amt des Mehrheitsführers im Unterhaus (Leader of the House of Commons) bedacht. Die Nachfolge von Straw im Außenamt trat die bisherige Umweltministerin Margaret Beckett an. Von Juni 2007 bis Mai 2010 amtierte Jack Straw als Lordkanzler und Justizminister. Nach der verlorenen Unterhauswahl 2010 kündigte Straw an, beim nachfolgenden Parteitag der Labourpartei nicht wieder für ein Amt zu kandidieren und somit aus dem Schattenkabinett auszuscheiden.
Im Januar 2011 sorgte Straw mit der Äußerung, es gebe in England ein Problem mit pakistanischen Männern, die weiße junge Frauen als leichte Opfer für eine Vergewaltigung betrachten würden, für eine Kontroverse.
Am 23. Februar 2015 legte Straw seine Mitgliedschaft in der Labour Party vorläufig nieder, nachdem Vorwürfe der Bestechlichkeit bzw. illegalen Vorteilsannahme laut geworden waren. Verdeckte Reporter des Daily Telegraph und des Channel 4, die sich als Vertreter einer Hongkong-basierten Firma ausgegeben hatten, waren an Straw herangetreten und dieser hatte ihnen seine Lobbyisten-Dienste angeboten und im Gespräch mit den Reportern gesagt, dass er schon einmal für 60.000 £ seinen Einfluss eingesetzt habe um entsprechende EU-Gesetze zu ändern. Das Gespräch mit Straw war verdeckt gefilmt worden. Straw selbst bestritt den Vorwurf der Bestechlichkeit. Ähnliche Vorwürfe, ebenfalls durch die den Telegraph und Channel 4 vorgebracht, wurden gegen den konservativen Politiker Malcolm Rifkind erhoben.